# Tusitala barbata
Tusitala barbata là một loài nhện trong họ Salticidae.
Loài này thuộc chi Tusitala. Tusitala barbata được Elizabeth Maria Gifford Peckham & George William Peckham miêu tả năm 1902.